# Andrea Dettling
Andrea Dettling (* 19. Januar 1987 in Altendorf) ist eine ehemalige Schweizer Skirennfahrerin. Sie gehörte der Nationalmannschaft von Swiss-Ski an und ging in den Disziplinen Abfahrt, Super-G, Kombination und Riesenslalom an den Start.

## Biografie
Im Dezember 2002 bestritt Dettling ihre ersten FIS-Rennen, Einsätze im Europacup folgten ab Dezember 2004. Im Jahr 2006 erzielte sie ihre ersten Erfolge, als sie bei den Junioren-Weltmeisterschaften Vierte der Abfahrt wurde sowie den Schweizer Meistertitel in der Kombination gewann. Am 6. Januar 2007 trat sie erstmals im Weltcup in Erscheinung, beim Riesenslalom in Kranjska Gora.
Während der Saison 2007/08 kam Dettling hauptsächlich im Europacup zum Einsatz. Mit einem Sieg und sechs weiteren Podestplatzierungen erreichte sie den sechsten Platz in der Gesamt- und den dritten Platz in Abfahrtswertung. Am 10. Februar 2008 holte sie als 19. des Super-G in Sestriere die ersten Weltcuppunkte. Ihr bisher bestes Weltcupergebnis ist ein dritter Platz, den sie am 26. Januar 2009 in Cortina d’Ampezzo im Super-G herausfuhr. Bei ihrer ersten Weltmeisterschaftsteilnahme 2009 in Val-d’Isère wurde sie 22. im Riesenslalom, fiel aber im Super-G und der Super-Kombination aus. Bei den Olympischen Winterspielen 2010 in Vancouver wurde sie Zwölfte im Super-G und 23. in der Super-Kombination, den Riesenslalom konnte sie nicht beenden.
Die Saison 2010/11 musste Dettling nach zwei Schuhrandprellungen Ende Januar vorzeitig beenden. Wegen chronischer Schmerzen aufgrund dieser Verletzung konnte sie auch in der gesamten Saison 2011/12 an keinen Rennen teilnehmen. Ab November 2012 war Dettling wieder im Weltcup am Start.
Am 25. April 2015 beendete Dettling ihre Karriere.

## Erfolge

### Olympische Spiele
- Vancouver 2010: 12. Super-G, 23. Super-Kombination

### Weltmeisterschaften
- Val-d’Isère 2009: 22. Riesenslalom

### Junioren-Weltmeisterschaften
- Bardonecchia 2005: 18. Riesenslalom, 18. Super-G, 23. Abfahrt
- Québec 2006: 4. Abfahrt, 11. Riesenslalom
- Altenmarkt/Flachau 2007: 20. Slalom, 24. Abfahrt, 31. Riesenslalom

### Weltcup
- 1 Podestplatzierung

### Europacup
- Saison 2007/08: 6. Gesamtwertung, 3. Abfahrts-Disziplinenwertung
- 8 Podestplätze, davon 1 Sieg:

| Datum          | Ort    | Land       | Disziplin    |
| -------------- | ------ | ---------- | ------------ |
| 7. Januar 2008 | Turnau | Österreich | Riesenslalom |

### Weitere Erfolge
- 3 Schweizer Meistertitel (Kombination 2006, Abfahrt und Super-G 2013)
- 10 Siege in FIS-Rennen